# هكتور لويس بوستامانتي
هكتور لويس بوستامانتي (بالإسبانية: Héctor Luis Bustamante) هو ممثل كولومبي، ولد في 12 مارس 1972 في كولومبيا.

## أعمال

### أفلام
- (2005) رهينة[3]

### مسلسلات
- 24
- كاسل
- هاواي فايف أو

## وصلات خارجية
- هكتور لويس بوستامانتي على موقع IMDb (الإنجليزية)
- هكتور لويس بوستامانتي على موقع ألو سيني (الفرنسية)
- هكتور لويس بوستامانتي على موقع أول موفي (الإنجليزية)
- هكتور لويس بوستامانتي على موقع قاعدة بيانات الفيلم (الإنجليزية)
- هكتور لويس بوستامانتي على موقع كينوبويسك (الروسية)